# Serguéi Krasiuk
Serguéi Krasiuk (Kiev, Ucrania, Unión Soviética, 17 de noviembre de 1961) es un nadador soviético retirado especializado en pruebas de estilo libre, donde consiguió ser campeón olímpico en 1980 en los 4 × 200 metros estilo libre.

## Carrera deportiva
En los Juegos Olímpicos de Moscú 1980 ganó la medalla de oro en los relevos de 4 × 200 metros estilo libre, con un tiempo de 7:23.50 segundos, tras Australia (oro) y por delante de Reino Unido (bronce), siendo sus compañeros de equipo los nadadores: Serguéi Kopliakov, Vladimir Salnikov, Ivar Stukolkin, Andréi Krylov, Serguéi Rusin y Yuri Presekin; dos años después, en el Campeonato Mundial de Natación de 1982 celebrado en Guayaquil, ganó la plata en los relevos de 4x100 metros estilo libre, tras Estados Unidos y por delante de Suecia (bronce).